# Brachystelma elegantulum
Brachystelma elegantulum là một loài thực vật có hoa trong họ La bố ma. Loài này được S.Moore mô tả khoa học đầu tiên năm 1912.